# Białokurowicze (stacja kolejowa)
Białokurowicze (ukr. Білокоровичі) – węzłowa stacja kolejowa w miejscowości Białokurowicze Nowe i w pobliżu miejscowości Białokurowicze, w rejonie korosteńskim, w obwodzie żytomierskim, na Ukrainie. Węzeł linii Kijów – Korosteń – Sarny – Kowel z linią do Owrucza.

## Historia
Stacja powstała w czasach carskich pomiędzy stacjami Łuhiny i Rudnia Radowelska. Węzłem kolejowym została w okresie sowieckim.